# Sehnsucht (romanticismo)

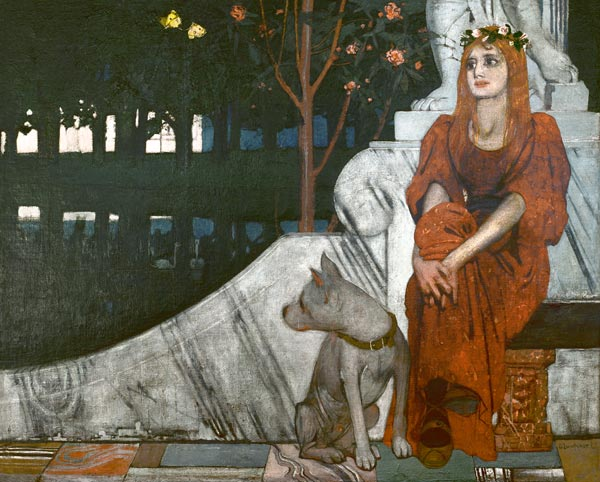
Sehnsucht.

Sehnsucht es una palabra alemana típica de la cultura romántica y que no tendría traducción exacta al castellano. Indica anhelo hacia alguna cosa intangible. Podría recordar al concepto de nostalgia, pero mientras la nostalgia es un deseo de reapropiarse el pasado, a menudo ligado a objetos precisos, el término Sehnsucht indica la búsqueda de alguna cosa indefinida en el futuro.
Podría traducirse el término Sehnsucht como el "deseo de deseo". De hecho se deriva de las palabras das Sehnen, que vendría a ser deseo ardiente, y die Sucht, que significa adicción o búsqueda. Literalmente, Sehnsucht sería una "dependencia del deseo", o un constante anhelo que lleva al ser humano a no contentarse con aquello que tiene o llega a conseguir, sino que le mueve hacia nuevos retos u objetivos, transformando este sentimiento en una fuerza destructiva y autodestructiva.
C. S. Lewis describe Sehnsucht como "el incontrolable deseo" en el corazón del hombre hacia "no se sabe qué". En el epílogo de la tercera edición de El regreso del peregrino ofrece ejemplos de lo que le despertó ese deseo en particular. Lewis habla de

Ese algo innombrable, ese deseo por algo que nos perfora cual lanza al olor de la fogata, el sonido de los patos salvajes que sobrevuelan nuestras cabezas, el título de El pozo al final del mundo, los primeros versos de Kubla Khan, las telarañas matutinas a finales de verano o el sonido de las olas cuando se precipitan en el mar.

A veces se siente como una añoranza por un país muy lejano, pero no es un lugar terrenal que podamos identificar. Además, existe algo en la experiencia que sugiere que este país alejado recuerda a eso que uno llama su "hogar". En este sentido, es una clase de nostalgia. En otras ocasiones es una añoranza hacia alguien o incluso hacia algo. Sin embargo, las personas que experimentan esta sensación no suelen ser conscientes de qué es lo que se añora. De hecho, la añoranza es de tal profundidad e intensidad que el que la experimenta puede que sólo sea consciente de la emoción en sí misma y no de que hay algo que se añora.